# Trachelipus nodulosus
Trachelipus nodulosus är en kräftdjursart som först beskrevs av Koch 1838.  Trachelipus nodulosus ingår i släktet Trachelipus och familjen Trachelipodidae. Inga underarter finns listade i Catalogue of Life.